# Danh sách cầu thủ tham dự Cúp bóng đá nữ châu Phi 2016
Đội hình chính thức được công bố vào ngày 16 tháng 11 năm 2016.

## Bảng A

### Cameroon
Huấn luyện viên: Enow Ngachu
| 0#0 | Vị trí | Cầu thủ                             | Ngày sinh và tuổi           | Câu lạc bộ        |
| --- | ------ | ----------------------------------- | --------------------------- | ----------------- |
| 1   | TM     | Annette Ngo Ndom                    | 2 tháng 6, 1985 (31 tuổi)   | Amazone Fap       |
| 2   | TĐ     | Christine Manie                     | 4 tháng 5, 1984 (32 tuổi)   | Cff Olimpi Cluj   |
| 3   | TV     | Ajara Nchout                        | 12 tháng 1, 1993 (23 tuổi)  | Kansli            |
| 4   | HV     | Yvonne Leuko                        | 20 tháng 11, 1991 (24 tuổi) | Arras Feminine    |
| 5   | TV     | Augustine Ejangue                   | 19 tháng 1, 1989 (27 tuổi)  | Fortuna           |
| 6   | TV     | Augustine Chouchou Ngo Mback Batoum | 1 tháng 7, 1997 (19 tuổi)   | Louves Minproff   |
| 7   | TĐ     | Gabrielle Onguéné                   | 25 tháng 2, 1989 (27 tuổi)  | Rossyanka         |
| 8   | TĐ     | Raissa Feudjio                      | 29 tháng 10, 1995 (21 tuổi) | Aland United      |
| 9   | TĐ     | Madeleine Ngono Mani                | 16 tháng 10, 1983 (33 tuổi) | Football Claix    |
| 10  | TĐ     | Jeannette Yango                     | 12 tháng 6, 1993 (23 tuổi)  | Stade Brestois    |
| 11  | HV     | Aurelle Awona                       | 2 tháng 2, 1993 (23 tuổi)   | Asj Soyaux        |
| 12  | HV     | Claudine Meffometou                 | 1 tháng 7, 1990 (26 tuổi)   | Arras Feminine    |
| 13  | TĐ     | Jacquette Ada                       | 27 tháng 8, 1991 (25 tuổi)  | Besiktas          |
| 14  | TĐ     | Agnes Marie Claire Nkada            | 12 tháng 3, 1995 (21 tuổi)  | FC Lorient        |
| 15  | HV     | Ysis Sonkeng                        | 20 tháng 9, 1989 (27 tuổi)  | Louves Minproff   |
| 16  | TM     | Thècle Mbororo                      | 24 tháng 9, 1989 (27 tuổi)  | Panthere Security |
| 17  | TĐ     | Gaëlle Enganamouit                  | 9 tháng 6, 1992 (24 tuổi)   | FC Rosengard      |
| 18  | TĐ     | Henriette Akaba                     | 7 tháng 6, 1992 (24 tuổi)   | Trabzonspor       |
| 19  | TĐ     | Agathe Ngani                        | 26 tháng 5, 1992 (24 tuổi)  | FC Lorient        |
| 20  | TV     | Genevieve Ngo                       | 10 tháng 3, 1993 (23 tuổi)  | Louves Minproff   |
| 21  | TM     | Isabelle Mambingo Mambingo          | 10 tháng 4, 1991 (25 tuổi)  | Amazone Fap       |

### Ai Cập
Huấn luyện viên: Mohamed Mostafa Abdelhameed
| 0#0 | Vị trí | Cầu thủ                   | Ngày sinh và tuổi           | Câu lạc bộ |
| --- | ------ | ------------------------- | --------------------------- | ---------- |
| 1   | TM     | Maha Shehata              | 13 tháng 2, 1989 (27 tuổi)  | Wadi Degla |
| 2   | TV     | Samia Adam                | 19 tháng 4, 1996 (20 tuổi)  | Unattached |
| 3   | HV     | Rana Hamdy                | 11 tháng 9, 1989 (27 tuổi)  | Unattached |
| 4   | HV     | Sara Mohamed              | 6 tháng 7, 1990 (26 tuổi)   | Wadi Degla |
| 5   | HV     | Mervat Rashwan            | 5 tháng 6, 1993 (23 tuổi)   | Tayaran    |
| 6   | TV     | Engy Sayed                | 4 tháng 9, 1986 (30 tuổi)   | Wadi Degla |
| 7   | TĐ     | Nadin Ghazy               | 24 tháng 11, 2001 (14 tuổi) | Elamyeen   |
| 8   | TV     | Omnia Mahmoud             | 6 tháng 2, 1994 (22 tuổi)   | Wadi Degla |
| 9   | TV     | Amany Rashad              | 1 tháng 7, 1983 (33 tuổi)   | Wadi Degla |
| 10  | TĐ     | Salma Tarik               | 22 tháng 11, 1989 (26 tuổi) | Unattached |
| 11  | TV     | Fayza Rahim               | 12 tháng 2, 1984 (32 tuổi)  | Tayaran    |
| 12  | TĐ     | Suzanne Arafa             | 5 tháng 11, 1994 (22 tuổi)  | Unattached |
| 13  | TĐ     | Aliaa Elzenouki           | 15 tháng 6, 1997 (19 tuổi)  | Wadi Degla |
| 14  | TV     | Mahira Eldanbouki         | 1 tháng 11, 1997 (19 tuổi)  | Elalmyeen  |
| 15  | TĐ     | Noha Tarek                | 1 tháng 3, 1999 (17 tuổi)   | Wadi Degla |
| 16  | TM     | Elham Abdelnaaem          | 26 tháng 9, 1994 (22 tuổi)  | Tayaran    |
| 17  | TV     | Sherouk Farhan            | 26 tháng 11, 1999 (16 tuổi) | Wadi Degla |
| 18  | TV     | Mirna Youssef             | 5 tháng 2, 1996 (20 tuổi)   | Tayaran    |
| 19  | TV     | Esraa Awad                | 1 tháng 12, 1986 (29 tuổi)  | Elamyeen   |
| 20  | HV     | Rehab Eid Abdelaziz Attia | 6 tháng 2, 1988 (28 tuổi)   | Tayaran    |
| 21  | TM     | Farah Hassan              | 2 tháng 7, 2001 (15 tuổi)   | Wadi Degla |

### Nam Phi
Huấn luyện viên: Desiree Ellis
| 0#0 | Vị trí | Cầu thủ                        | Ngày sinh và tuổi           | Câu lạc bộ                 |
| --- | ------ | ------------------------------ | --------------------------- | -------------------------- |
| 1   | TM     | Roxanne Barker                 | 6 tháng 5, 1991 (25 tuổi)   | Heerenveen                 |
| 2   | TM     | Lebogang Mabatle               | 3 tháng 3, 1992 (24 tuổi)   | Tuks                       |
| 3   | TM     | Nothando Vilakazi              | 28 tháng 10, 1988 (28 tuổi) | Palace Super Falcon        |
| 4   | HV     | Noko Matlou                    | 30 tháng 9, 1985 (31 tuổi)  | Ma-Indies                  |
| 5   | HV     | Janine van Wyk                 | 17 tháng 4, 1987 (29 tuổi)  | JVW                        |
| 6   | HV     | Mamello Makhabane              | 24 tháng 2, 1988 (28 tuổi)  | JVW                        |
| 7   | HV     | Nomathemba Charlotte Ntsibande | 19 tháng 4, 1986 (30 tuổi)  | Spring Home Sweepers       |
| 8   | HV     | Linda Motlhalo                 | 1 tháng 7, 1998 (18 tuổi)   | JVW                        |
| 9   | HV     | Amogelang Motau                | 27 tháng 2, 1997 (19 tuổi)  | University of Western Cape |
| 10  | HV     | Silindile Ngubane              | 25 tháng 3, 1987 (29 tuổi)  | Durban FC                  |
| 11  | HV     | Thembi Kgatlana                | 2 tháng 5, 1996 (20 tuổi)   | University of Western Cape |
| 12  | TV     | Jermaine Seoposenwe            | 12 tháng 10, 1993 (23 tuổi) | Unattached                 |
| 13  | TV     | Bambanani Mbane                | 12 tháng 3, 1990 (26 tuổi)  | Bloemfontein               |
| 14  | TV     | Andisiwe Mgcoyi                | 16 tháng 6, 1988 (28 tuổi)  | Mamelodi Sundowns          |
| 15  | TV     | Refiloe Jane                   | 4 tháng 8, 1992 (24 tuổi)   | Mamelodi Sundowns          |
| 16  | TV     | Andile Dlamini                 | 2 tháng 9, 1992 (24 tuổi)   | Mamelodi Sundowns          |
| 17  | TV     | Leandra Smeda                  | 22 tháng 7, 1989 (27 tuổi)  | University of Western Cape |
| 18  | TV     | Nompumelelo Nyandeni           | 19 tháng 8, 1987 (29 tuổi)  | JVW                        |
| 19  | TV     | Astria Boks                    | 26 tháng 2, 1994 (22 tuổi)  | Santos                     |
| 20  | TĐ     | Shiwe Nogwanya                 | 7 tháng 3, 1994 (22 tuổi)   | Bloemfontein Celtics       |
| 21  | TĐ     | Yolula Tsawe                   | 23 tháng 6, 1992 (24 tuổi)  | JVW                        |

### Zimbabwe
Huấn luyện viên: Shadreck Mlauzi
| 0#0 | Vị trí | Cầu thủ                    | Ngày sinh và tuổi           | Câu lạc bộ       |
| --- | ------ | -------------------------- | --------------------------- | ---------------- |
| 1   | TM     | Chido Dzingirai            | 25 tháng 10, 1991 (25 tuổi) | Flame lily       |
| 2   | TV     | Aldiglade Bhamu            | 26 tháng 11, 1987 (28 tuổi) | Mufakose Queens  |
| 3   | HV     | Shiela Makoto              | 14 tháng 1, 1990 (26 tuổi)  | Blue Swallows    |
| 4   | HV     | Nobuhle Majika             | 9 tháng 5, 1991 (25 tuổi)   | Inline Academy   |
| 5   | TV     | Emmaculate Msipa           | 7 tháng 6, 1992 (24 tuổi)   | Black Rhinos     |
| 6   | TV     | Felistas Muzongondi        | 22 tháng 3, 1986 (30 tuổi)  | Mwenezana        |
| 7   | TĐ     | Maudy Mafuruse             | 24 tháng 4, 1999 (17 tuổi)  | Faithdrive FC    |
| 8   | HV     | Patience Mujuru            | 21 tháng 12, 1986 (29 tuổi) | Black Rhinos     |
| 9   | HV     | Nobukhosi Ncube            | 17 tháng 2, 1993 (23 tuổi)  | New Orleans      |
| 10  | TV     | Talent Mandaza             | 11 tháng 12, 1985 (30 tuổi) | Black Rhinos     |
| 11  | HV     | Ruvimbo Brenda Mutyavaviri | 8 tháng 12, 1986 (29 tuổi)  | Mufakose Queens  |
| 12  | TV     | Marjory Nyaumwe            | 10 tháng 7, 1987 (29 tuổi)  | Flame lily       |
| 13  | TV     | Berita Kabwe               | 17 tháng 12, 1990 (25 tuổi) | Flame lily       |
| 14  | HV     | Eunice Chibanda            | 26 tháng 3, 1993 (23 tuổi)  | Black Rhinos     |
| 15  | TĐ     | Rutendo Makore             | 30 tháng 9, 1992 (24 tuổi)  | Black Rhinos     |
| 16  | TM     | Lindiwe Magwede            | 1 tháng 12, 1991 (24 tuổi)  | Cyclone Stars FC |
| 17  | TĐ     | Kudakwashe Basopo          | 18 tháng 7, 1990 (26 tuổi)  | Black Rhinos     |
| 18  | TV     | Mavis Chirandu             | 15 tháng 1, 1995 (21 tuổi)  | Weerams FC       |
| 19  | TV     | Sifundile Moyo             | 17 tháng 12, 1991 (24 tuổi) | Inline Academy   |
| 20  | HV     | Danai Bhobho               | 1 tháng 12, 1992 (23 tuổi)  | Mwenezana        |
| 21  | TM     | Manyara Mandara            | 18 tháng 6, 1991 (25 tuổi)  | Mwenezana        |

## Bảng B

### Ghana
Huấn luyện viên: Yussif Basigi
| 0#0 | Vị trí | Cầu thủ           | Ngày sinh và tuổi           | Câu lạc bộ         |
| --- | ------ | ----------------- | --------------------------- | ------------------ |
| 1   | TM     | Fafali Dumehasi   | 25 tháng 12, 1993 (22 tuổi) | Police Ladies      |
| 2   | HV     | Cynthia Adjei     | 23 tháng 9, 1991 (25 tuổi)  | Police Ladies      |
| 3   | HV     | Linda Eshun       | 5 tháng 8, 1992 (24 tuổi)   | Hasaacas Ladies    |
| 4   | HV     | Janet Egyir       | 7 tháng 5, 1992 (24 tuổi)   | Hasaacas Ladies    |
| 5   | HV     | Faiza Ibrahim     | 22 tháng 3, 1990 (26 tuổi)  | Police Ladies      |
| 6   | TV     | Priscilla Saahene | 24 tháng 7, 1992 (24 tuổi)  | Fabulous Ladies    |
| 7   | TV     | Safia Rahman      | 5 tháng 5, 1986 (30 tuổi)   | Lepo Ladies FC     |
| 8   | TV     | Juliet Acheampong | 11 tháng 7, 1991 (25 tuổi)  | Ashtown Ladies     |
| 9   | TĐ     | Samira Suleman    | 16 tháng 8, 1991 (25 tuổi)  | Hasaacas Ladies    |
| 10  | TV     | Grace Asare       | 12 tháng 10, 1989 (27 tuổi) | Prisons Ladies     |
| 11  | TV     | Cynthia Adobea    | 1 tháng 8, 1990 (26 tuổi)   | Prisons Ladies     |
| 12  | TV     | Kusi Alice        | 12 tháng 1, 1995 (21 tuổi)  | Fabulous Ladies    |
| 13  | TV     | Mary Essiful      | 22 tháng 6, 1993 (23 tuổi)  | Intellectuals      |
| 14  | TV     | Priscilla Okyere  | 6 tháng 6, 1995 (21 tuổi)   | Fabulous Ladies    |
| 15  | TV     | Rosemary Ampem    | 27 tháng 8, 1992 (24 tuổi)  | Immigration Ladies |
| 16  | TM     | Nana Asantewaa    | 28 tháng 12, 1993 (22 tuổi) | Police Ladies      |
| 17  | TĐ     | Portia Boakye     | 17 tháng 4, 1989 (27 tuổi)  | Fabulous Ladies    |
| 18  | TV     | Elizabeth Addo    | 1 tháng 9, 1993 (23 tuổi)   | Kvarnsvedensik     |
| 19  | TV     | Antwi Regina      | 26 tháng 11, 1995 (20 tuổi) | Hasaacas Ladies    |
| 20  | TĐ     | Florence Dadson   | 23 tháng 4, 1992 (24 tuổi)  | Dayton Dutch Lions |
| 21  | TM     | Patricia Mantey   | 27 tháng 9, 1992 (24 tuổi)  | Immigration Ladies |

### Kenya
Huấn luyện viên: David Ouma
| 0#0 | Vị trí | Cầu thủ          | Ngày sinh và tuổi           | Câu lạc bộ       |
| --- | ------ | ---------------- | --------------------------- | ---------------- |
| 1   | TM     | Samantha Akinyi  | 6 tháng 1, 1995 (21 tuổi)   | Spedag           |
| 2   | HV     | Lilian Adera     | 7 tháng 5, 1994 (22 tuổi)   | Vihiga Queens    |
| 3   | HV     | Irene Awuor      | 14 tháng 6, 1987 (29 tuổi)  | Oserian FC       |
| 4   | TV     | Mary Wanjiku     | 19 tháng 2, 1990 (26 tuổi)  | Thika Queens     |
| 5   | TV     | Dorcas Nixon     | 4 tháng 4, 1989 (27 tuổi)   | Oserian FC       |
| 6   | TV     | Christine Nafula | 10 tháng 11, 1991 (25 tuổi) | Thika Queens     |
| 7   | TV     | Cheris Avilia    | 11 tháng 12, 1989 (26 tuổi) | Spedag           |
| 8   | HV     | Ann Aluoch       | 5 tháng 1, 1990 (26 tuổi)   | Spedag           |
| 9   | TĐ     | Sharon Jepkirui  | 7 tháng 6, 1988 (28 tuổi)   | Spedag           |
| 10  | TV     | Carolyne Anyango | 27 tháng 2, 1989 (27 tuổi)  | Spedag           |
| 11  | TV     | Jacky Akinyi     | 2 tháng 12, 1994 (21 tuổi)  | Spedag           |
| 12  | TV     | Lydia Akoth      | 22 tháng 9, 1994 (22 tuổi)  | Thika Queens     |
| 13  | TĐ     | Janet Bundi      | 15 tháng 12, 1996 (19 tuổi) | Nyamira Starlets |
| 14  | TĐ     | Esse Akida       | 18 tháng 11, 1992 (24 tuổi) | Spedag           |
| 15  | HV     | Wendy Achieng    | 12 tháng 9, 1993 (23 tuổi)  | Spedag           |
| 16  | TV     | Mercy Achieng    | 12 tháng 8, 1992 (24 tuổi)  | Thika Queens     |
| 17  | TV     | Vivian Corazone  | 2 tháng 10, 1998 (18 tuổi)  | Soccer Queens    |
| 18  | TM     | Vivian Akinyi    | 20 tháng 5, 1994 (22 tuổi)  | Soccer Queens    |
| 19  | HV     | Elizabeth Ambogo | 28 tháng 7, 1990 (26 tuổi)  | Spedag           |
| 20  | HV     | Doris Anyango    | 19 tháng 11, 1993 (23 tuổi) | Spedag           |
| 21  | TM     | Lilian Awuor     | 13 tháng 6, 1999 (17 tuổi)  | Vihiga Queens    |

### Mali
| 0#0 | Vị trí | Cầu thủ            | Ngày sinh và tuổi           | Câu lạc bộ            |
| --- | ------ | ------------------ | --------------------------- | --------------------- |
| 1   | TM     | Fatoumata Karentao | 8 tháng 11, 1990 (26 tuổi)  | USFAS                 |
| 2   | HV     | Coulouba Sogore    | 3 tháng 6, 1997 (19 tuổi)   | AS Real De Bamako     |
| 3   | HV     | Oumou Tangara      | 27 tháng 7, 1994 (22 tuổi)  | USFAS                 |
| 4   | HV     | Aminata Sacko      | 27 tháng 8, 1984 (32 tuổi)  | Super Lionnes         |
| 5   | HV     | Saran Sangare      | 10 tháng 6, 1994 (22 tuổi)  | USFAS                 |
| 6   | HV     | Fatoumata Dembele  | 28 tháng 11, 1990 (25 tuổi) | USFAS                 |
| 7   | TĐ     | Hawa Tangara       | 12 tháng 1, 1993 (23 tuổi)  | AS Real De Bamako     |
| 8   | TV     | Aicha Samake       | 13 tháng 9, 1994 (22 tuổi)  | AS Mande              |
| 9   | TĐ     | Bassira Toure      | 6 tháng 1, 1990 (26 tuổi)   | AS Mande              |
| 10  | TV     | Binta Diarra       | 15 tháng 12, 1994 (21 tuổi) | AS Real De Bamako     |
| 11  | TV     | Salimata Diarra    | 24 tháng 10, 1994 (22 tuổi) | AS Mande              |
| 12  | TV     | Lala Dicko         | 21 tháng 6, 1991 (25 tuổi)  | AS Real De Bamako     |
| 13  | HV     | Aissatou Diadhiou  | 8 tháng 9, 1991 (25 tuổi)   | FC Domot              |
| 14  | TĐ     | Sebe Coulibaly     | 9 tháng 2, 1994 (22 tuổi)   | Tremblay FC           |
| 15  | TV     | Aminata Doucoure   | 3 tháng 4, 1994 (22 tuổi)   | RC Saint Denis        |
| 16  | TM     | Goundo Samake      | 2 tháng 5, 1992 (24 tuổi)   | Club InterContinental |
| 17  | TV     | Bintou Koite       | 20 tháng 11, 1995 (20 tuổi) | AS Mande              |
| 18  | TV     | Aïchata Doumbia    | 20 tháng 8, 1985 (31 tuổi)  | USFAS                 |
| 19  | TĐ     | Djeneba Baradji    | 16 tháng 12, 1995 (20 tuổi) | RC Saint Denis        |
| 20  | TV     | Maimouna Traore    | 1 tháng 1, 1998 (18 tuổi)   | AS Police             |
| 21  | TM     | Hawa Keita         | 19 tháng 2, 1996 (20 tuổi)  | AS Real De Bamako     |

### Nigeria
Huấn luyện viên: Florence Omagbemi
| 0#0 | Vị trí | Cầu thủ             | Ngày sinh và tuổi           | Câu lạc bộ                    |
| --- | ------ | ------------------- | --------------------------- | ----------------------------- |
| 1   | TM     | Ibubeleye Whyte     | 9 tháng 1, 1992 (24 tuổi)   | Rivers Angels F.C.            |
| 2   | HV     | Faith Ikidi         | 28 tháng 2, 1987 (29 tuổi)  | Piteå IF                      |
| 3   | HV     | Osinachi Ohale      | 21 tháng 12, 1991 (24 tuổi) | Rivers Angels F.C.            |
| 4   | TV     | Osarenoma Igbinovia | 5 tháng 6, 1996 (20 tuổi)   | Bayelsa Queens F.C.           |
| 5   | HV     | Onome Ebi           | 8 tháng 5, 1983 (33 tuổi)   | FC Minsk                      |
| 6   | HV     | Ngozi Ebere         | 5 tháng 8, 1991 (25 tuổi)   | Paris Saint-Germain Féminines |
| 7   | TV     | Wogu Chioma Success | 28 tháng 1, 1999 (17 tuổi)  | Rivers Angels F.C.            |
| 8   | TĐ     | Asisat Oshoala      | 9 tháng 10, 1994 (22 tuổi)  | Arsenal Ladies F.C.           |
| 9   | TĐ     | Desire Oparanozie   | 17 tháng 12, 1993 (22 tuổi) | EA Guingamp                   |
| 10  | TV     | Rita Chikwelu       | 6 tháng 3, 1988 (28 tuổi)   | Umeå IK                       |
| 11  | TĐ     | Esther Sunday       | 13 tháng 3, 1992 (24 tuổi)  | Trabzonspor                   |
| 12  | HV     | Gladys Akpa         | 1 tháng 1, 1986 (30 tuổi)   | Rivers Angels F.C.            |
| 13  | TV     | Ngozi Okobi         | 14 tháng 12, 1993 (22 tuổi) | Vittsjö GIK                   |
| 14  | HV     | Evelyn Nwabuoku     | 14 tháng 11, 1985 (31 tuổi) | EA Guingamp                   |
| 15  | HV     | Ugo Njoku           | 27 tháng 11, 1994 (21 tuổi) | Rivers Angels F.C.            |
| 16  | TM     | Alaba Jonathan      | 1 tháng 6, 1992 (24 tuổi)   | Bayelsa Queens F.C.           |
| 17  | TĐ     | Francisca Ordega    | 19 tháng 10, 1993 (23 tuổi) | Washington Spirit             |
| 18  | TV     | Halimatu Ayinde     | 16 tháng 5, 1995 (21 tuổi)  | FC Minsk                      |
| 19  | TV     | Ijeoma Obi          | 1 tháng 4, 1985 (31 tuổi)   | Sunshine Queens F.C.          |
| 20  | TĐ     | Uchechi Sunday      | 9 tháng 9, 1994 (22 tuổi)   | Incheon Daeyko                |
| 21  | TM     | Rita Akarekor       | 13 tháng 2, 2001 (15 tuổi)  | Delta Queens F.C.             |